# Eva Wacanno
Eva Wacanno (Weert, 6 febbraio 1991) è un'ex tennista olandese.
Eva ha vinto 2 titoli singolari e 35 titoli nel doppio nel circuito ITF in carriera. Il 14 dicembre 2015 ha raggiunto il best ranking mondiale nel singolare, nr 407; il 16 aprile 2018 ha raggiunto il miglior piazzamento mondiale nel doppio, nr 120.
Eva ha debuttato nel circuito Wta agli Internationaux de Strasbourg 2014 nel doppio in coppia con Demi Schuurs, perdendo al primo turno dalle teste di serie nr 2 Ashleigh Barty e Casey Dellacqua.